# Michael Morris, 3.º Barão Killanin
Michael Morris, 3.º Barão Killanin (Londres, 30 de julho de 1914 — Dublin, 25 de Abril de 1999) foi um jornalista irlandês e sexto presidente do Comitê Olímpico Internacional (COI). Ele sucedeu seu tio, Martin Henry FitzPatrick Morris, 2.º Barão Killanin, como Barão Killanin na Nobreza do Reino Unido em 1927.

## Biografia
Nasceu em Londres, filho de George Morris e Dora Wesley Hall. Seu pai morreu em combate nas proximidades de Villers-Cotterêts, França, em 1 de Setembro de 1914, enquanto comandava a guarda irlandesa. Ele era membro de uma das 14 famílias denominadas de Tribos de Galway. Ele estudou no Eton College, na Universidade de Paris e no Magdalene College, em Cambridge, onde foi presidente do Teatro Footlight. Nos anos 30 trabalhou como jornalista para o jornal Daily Sketch e, posteriormente, para o Daily Mail. Em 1937 e 1938, trabalhou como correspondente de guerra durante a Segunda Guerra Sino-Japonesa.
Serviu como voluntário durante a Segunda Guerra Mundial no 12.º Batalhão Real do exército britânico. Foi promovido a Major e ajudou a planejar o ataque à Normandia em 1944, no chamado Dia D, após o evento foi condecorado com a Ordem do Império Britânico. Após a guerra retornou para a Irlanda.

### Comitê Olímpico Internacional
Em 1950 se tornou presidente do Conselho Olímpico Irlandês e, em 1952, representante de seu país no COI. Se tornou vice-presidente em 1968 e sucedeu Avery Brundage na presidência do COI, sendo eleito em 1972.
Durante sua presidência o Movimento Olímpico passou por um período difícil, culminando com o enorme prejuízo financeiro nos Jogos Olímpicos de Verão de 1976, em Montreal, e o boicote liderado pelos Estados Unidos aos Jogos Olímpicos de Verão de 1980, em Moscou.
Michael Morris tomou algumas decisões polêmicas, como a escolha de Nova Iorque e Los Angeles como sede dos Jogos Olímpicos de Inverno de 1980 e dos Jogos Olímpicos de Verão de 1984, respectivamente, sem que fosse permitida a concorrência de qualquer outra cidade. Tais decisões fizeram o COI destituí-lo da presidência após as Olimpíadas de Moscou, em 1980, sendo sucedido por Juan Antonio Samaranch.

### Após o COI
Michael Morris também dirigiu diversas companhias e atuou como produtor de cinema.
Também serviu como Cônsul Honorário de Mônaco na Irlanda, entre 1961 e 1984.
Faleceu em sua residência em Dublin, aos 84 anos de idade, sendo sepultado no jazigo da família, em Galway.